# Grand Incendie de New York de 1776
Pour les articles homonymes, voir Grand Incendie de New York de 1835.
Le Grand Incendie de New York de 1776 est un sinistre qui a détruit une vaste zone allant du côté ouest de la ville jusqu’au sud de l’île de Manhattan dans la nuit du 21 septembre 1776. Il éclate dans les premiers jours de l’occupation militaire de New-York par les forces britanniques pendant la guerre d’indépendance des États-Unis. 
L'incendie détruit environ 10 à 25 %, voire le tiers de la ville. De surcroît, certaines parties épargnées par le feu sont  victimes de pilleurs. Les New Yorkais et les responsables britanniques, qui accusent les rebelles, se soupçonnent mutuellement d’être à l’origine du départ de feu. Ce sinistre a des effets à long terme sur l’occupation britannique de New York, qui ne prend fin qu’avec le Jour de l'Évacuation en 1783.

## Contexte
À l’orée de la révolution américaine en avril 1775, la ville de New York, qui était déjà un important centre d’affaires, n’était pas encore l’immense métropole qu’elle est devenue par la suite et n’occupait alors que la partie inférieure de l’île de Manhattan. Sa population était d’environ 25 000 habitants. Avant le début de la guerre, la Province de New York était divisée politiquement entre les organisations patriotes actives et une assemblée coloniale fermement loyaliste. Après la bataille de Lexington et Concord, les patriotes avaient pris le contrôle de New York et commencé à arrêter et expulser les loyalistes.

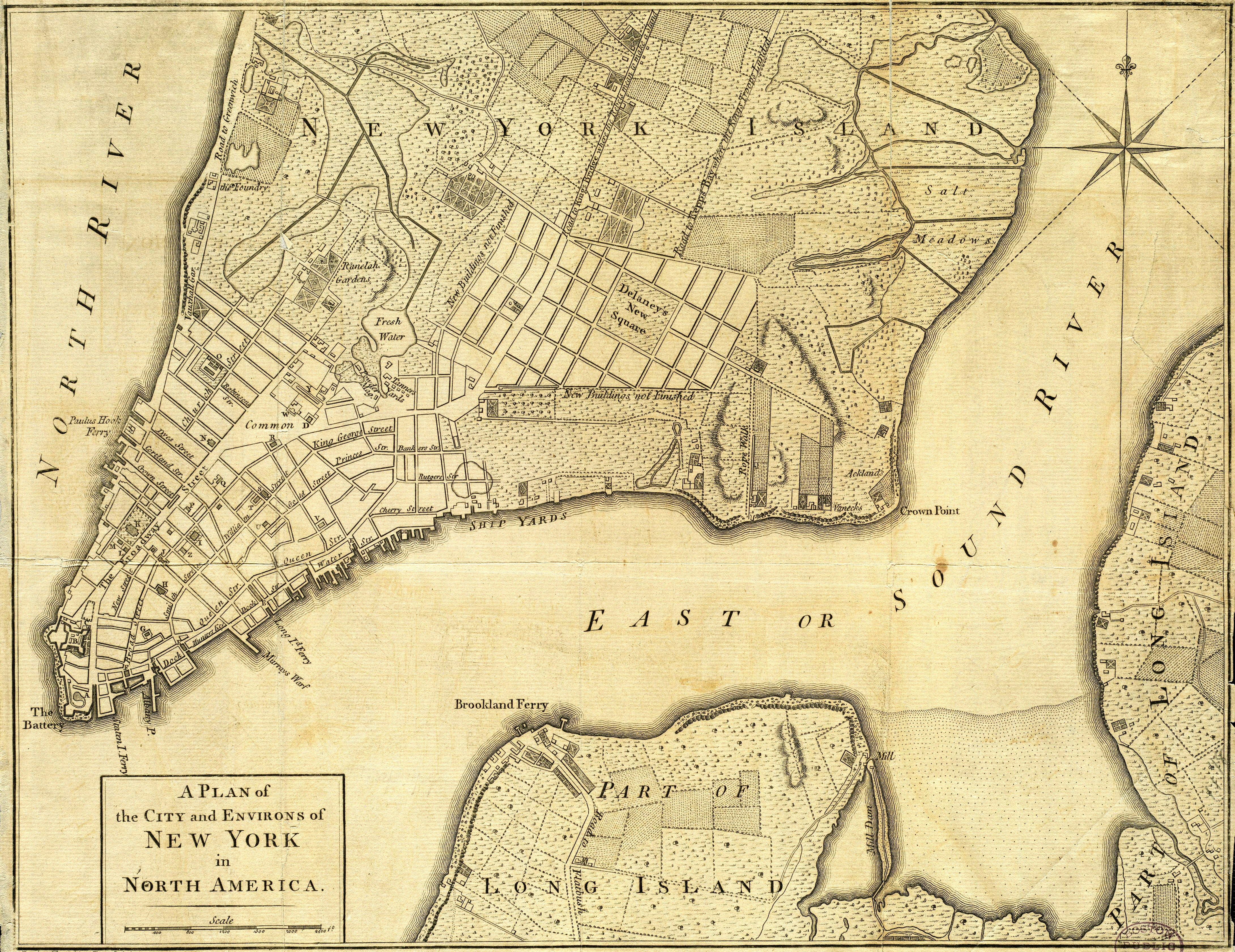
Carte de New York en 1776.

Au début de l’été de 1776, alors que le conflit n’en était encore qu’à ses débuts, le général britannique William Howe lança une campagne destinée à lui assurer le contrôle de New York et de son port militaire stratégique. Après avoir occupé Staten Island en juillet, il remporta fin août la bataille de Long Island, aidé par les forces navales sous le commandement de son frère, l’amiral Lord Richard Howe. Reconnaissant le caractère inéluctable de la capture de New York, George Washington retira alors la majeure partie de ses troupes à environ 10 milles (16 km) au nord de Harlem Heights. Plusieurs personnes, dont le général Nathanael Greene et le New Yorkais John Jay, préconisèrent alors d’incendier la ville pour empêcher les Britanniques d’en profiter, mais le Second Congrès continental, auquel Washington soumit cette proposition, la rejeta catégoriquement : « Il ne faut en aucun cas l’endommager. » Les forces britanniques du général Howe purent donc débarquer à Manhattan le 15 septembre 1776. Le lendemain matin, quelques troupes britanniques marchèrent vers Harlem, où les deux armées s’affrontèrent de nouveau, tandis que les autres investissaient la ville.
L’arrivée de la flotte britannique dans le port avait été précédée par un exode des civils new-yorkais. L’arrivée, en février 1776, des troupes de la première Armée continentale avait incité certains habitants à fuir, y compris les loyalistes spécifiquement visés par l’armée et les patriotes. La capture de Long Island n’avait fait qu’accélérer l’abandon de la ville. Nombre de propriétés abandonnées par les loyalistes avaient été affectées à un usage militaire par l'armée continentale. L’arrivée des Britanniques dans la ville inversa les rôles, les propriétés des patriotes étant affectées à l’usage de l’armée britannique. Malgré cela, les exigences hospitalières et autres de l’occupation militaire réduisirent de manière significative la place disponible en  ville.

## Incendie

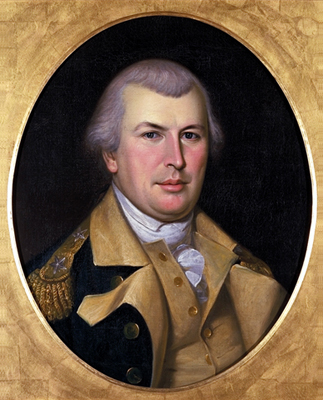
Nathaniel Greene avait préconisé l’incendie de New York pour empêcher les Britanniques d’en profiter.

Le feu éclata dans les premières heures du 21 septembre. Selon le témoignage d’un prisonnier américain détenu à bord du HMS Pearl, du nom de John Joseph Henry, celui-ci commença près de Whitehall Slip, dans la taverne dite « des coqs de combat ». Attisées par le temps sec et les forts vents, les flammes se propagèrent vers le nord et l’ouest, progressant rapidement parmi la masse compacte des logis et des commerces. Les résidents se précipitèrent dans les rues, emportant les biens qu’ils pouvaient pour trouver refuge sur les friches herbeuses aujourd’hui occupées par New York City Hall. Le feu traversa Broadway, près de Beaver Street, pour brûler la plupart des bâtiments entre Broadway et l'Hudson. Le feu fit rage toute la journée avant d’être contenu aussi bien par des changements dans le vent que par l'action de quelques citoyens et de Marines britanniques envoyés, selon Henry, « à la rescousse des habitants ». Il se peut que les terrains de Kings College, sis à l’extrémité nord de la zone atteinte par le feu et alors relativement peu développés, aient servi de coupe-feu naturel,. Le nombre exact de constructions détruites n’est pas connu ; les estimations varient de 400 à 1 000, c’est-à-dire de 10 à 25 % des 4 000 bâtiments que comptait alors la ville de New York,. Trinity Church figure au nombre des bâtiments détruits tandis que la chapelle Saint-Paul survécut.

## Causes de l’incendie
Le rapport du général Howe à Londres laisse entendre que les causes de l’incendie étaient criminelles : « un certain nombre de misérables ont fait une tentative des plus épouvantables pour brûler la ville ». Le gouverneur royal William Tryon, qui soupçonnait Washington d’en être le responsable, écrivit que « nombre de circonstances portent à conjecturer que M. Washington était au courant de cet acte crapuleux » et que « certains officiers de son armée ont été trouvés cachés dans la ville ». Beaucoup d’Américains supposèrent aussi que l’incendie était l’œuvre d’incendiaires patriotes. John Joseph Henry a rapporté les récits de Marines de retour sur le Pearl après avoir combattu le sinistre, affirmant que des hommes avaient été « surpris en flagrant délit de départ de feu de maisons ». Certains Américains accusèrent les Britanniques d’avoir mis le feu pour permettre le pillage de la ville. Un major hessois releva que certains qui avaient combattu les flammes avaient réussi à « bien se payer en pillant les maisons voisines épargnées par l’incendie ».

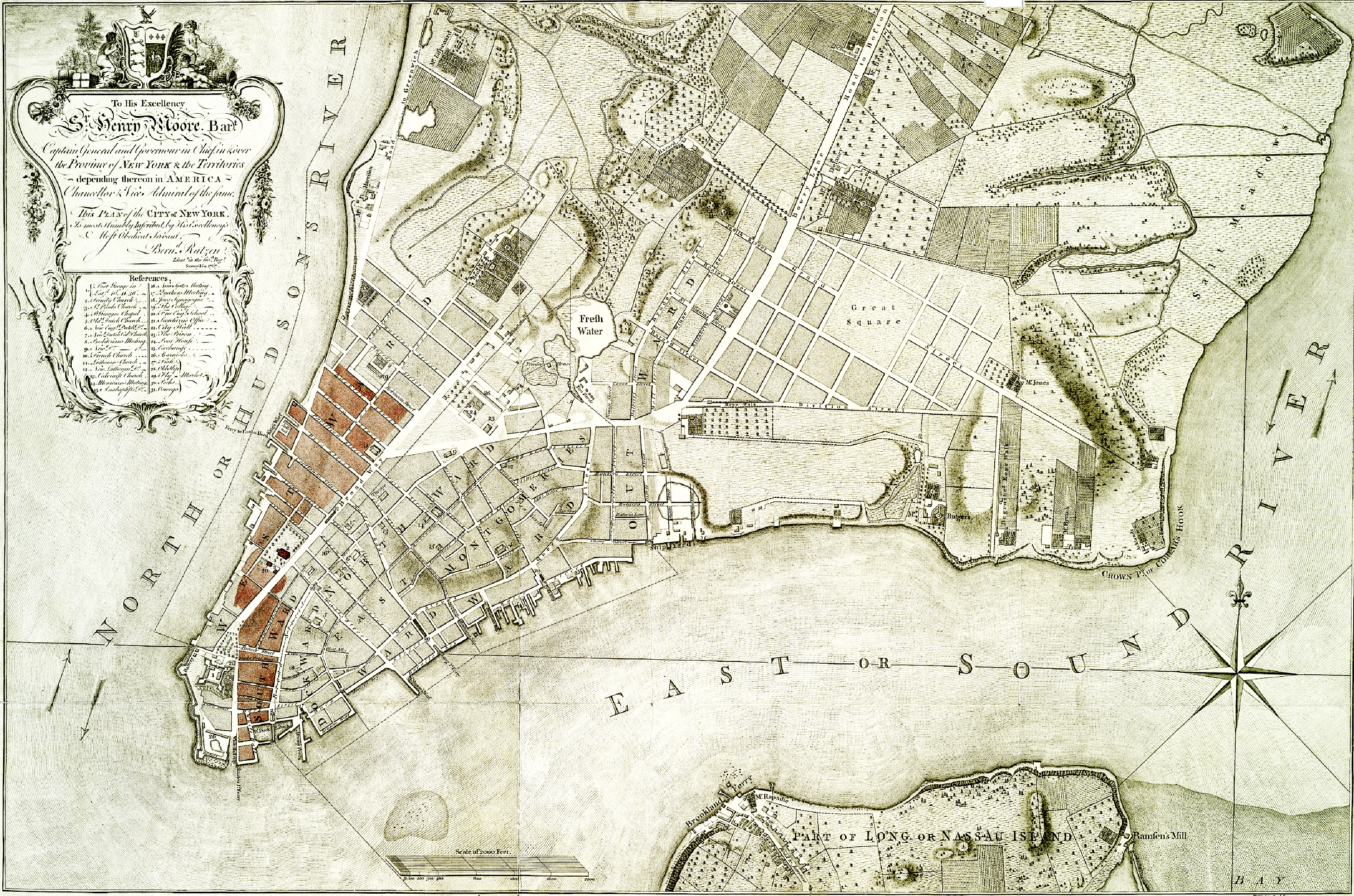
Carte datant de 1776 représentant en rouge la zone endommagée par l’incendie.

Le 22 septembre, George Washington adressa à John Hancock une lettre où il affirmait nier avoir connaissance de la cause de l’incendie. Dans une autre lettre adressée à son cousin Lund, il écrivit que « la Providence ou quelque brave honnête homme, a fait plus pour nous que nous n’étions nous-mêmes disposés à le faire ».
Selon l’historien Barnet Schecter, aucune accusation d’incendie criminel n’a résisté à l’examen. La seule preuve à l'appui des théories de l’incendie criminel est le fait que le feu a paru commencer en plusieurs endroits. Toutefois, les récits contemporains expliquent que l’incendie fut propagé par des braises emportées de toit en toit. Un chroniqueur a écrit : « les flammes furent communiquées à plusieurs maisons » par ces braises « portées par le vent à une certaine distance ». Les Britanniques interrogèrent plus de 200 suspects sans jamais inculper qui que ce soit. Par coïncidence, le capitaine américain Nathan Hale qui espionnait pour Washington, fut arrêté à Queens le jour du départ de feu. Des rumeurs tentant de l’associer aux incendies n’ont jamais été prouvées, rien n’indiquant qu’il ait été arrêté puis pendu pour autre chose que des actes d’espionnage.

## Conséquences sur l’occupation britannique
Le major général James Robertson confisqua les demeures inhabitées indemnes des New-Yorkais connus pour être patriotes afin de les attribuer à des officiers britanniques. Les églises autres que celle de l’Église anglicane furent converties en prisons, en dispensaires ou en casernes. Certains des soldats ordinaires furent cantonnés dans des familles civiles. La grande affluence de réfugiés loyalistes de retour dans la ville, dont beaucoup campaient dans des tentes sordides sur les ruines calcinées, se solda par une surpopulation. Les Britanniques préférèrent alors déclarer la loi martiale plutôt que de restituer la ville aux autorités civiles. La criminalité et les problèmes d’assainissement furent des problèmes persistants au cours de l’occupation britannique, qui ne prirent fin qu’au Jour de l'Évacuation, en novembre 1783,.

### Sources et bibliographie
- (en) Henry Phelps Johnston, The campaign of 1776 around New York and Brooklyn, Brooklyn, The Long Island Historical Society, 1878 (OCLC 234710)
- (en) Martha Joanna Lamb, History of the City of New York, The Century of National Independence, Closing in 1880, New York, A. S. Barnes, 1896 (OCLC 7932050)
- (en) Barnet Schecter, The Battle for New York : the city at the heart of the American Revolution, New York, Walker & Co, 2002, 454 p. (ISBN 0-8027-1374-2)
- (en) Sir George Otto Trevelyan, The American Révolution : 1766-1776, Londres, New York, Longmans, Green, 1903 (OCLC 8978164)